# José Waldomiro Silva
José Waldomiro Silva (Campos Novos, 21 de junho de 1902 – , 17 de dezembro de 1990) foi um político brasileiro.

## Vida
Filho de Cesário Francisco da Silva e de Januária Barbosa de Morais da Silva. Casou com Ana Zombowski Silva.

## Carreira
Foi prefeito municipal de Joaçaba (1951 — 1955) e (1961 — 1966).
Foi deputado à Assembleia Legislativa de Santa Catarina na 3ª legislatura (1955 — 1959) e na 4ª legislatura (1959 — 1963), eleito pela União Democrática Nacional (UDN).